# Frankó Tünde
Frankó Tünde (Orosháza, 1966. július 15. –) Liszt Ferenc-díjas magyar operaénekes (szoprán), érdemes művész.

## Életpályája
Zenei tanulmányait hétéves korában kezdte, 1973-tól hegedülni tanult. 1980-tól a szegedi Tömörkény István Zeneművészeti Szakiskolában folytatta tanulmányait. 1984-ben felvételt nyert a Liszt Ferenc Zeneművészeti Főiskola szegedi tagozatára, ahol 1987-ben ének-szakon diplomázott. Még főiskolásként 1986-ban első díjat nyert a Székely Mihály Énekversenyen. Tanárai: Berdál Valéria, Sinkó György és Gyimesi Kálmán voltak. 1989-től a Szegedi Nemzeti Színházban énekelt. A bécsi Volksoperben Laurettát, Bregenzben Mimi szerepét énekelte. 1991 és 1992-ben bejutott a Pavarotti Énekverseny döntőjébe. 1995-ben négy művészeti díjat nyert, és fellépett a Boden-tói fesztiválon. 1995-től a Magyar Állami Operaház magánénekesnője. Számos hazai és külföldi színházban énekelt. Oratóriumokat is énekel. Az elmúlt években több magyar kortárs opera ősbemutatóján is részt vett.

## Főbb szerepei
- Ábrahám Pál: Viktória - Viktória
- Balassa Sándor: Karl és Anna - Anna
- Bizet: Carmen - Micaela
- Csajkovszkij: Anyegin - Tatjana
- Gounod: Faust - Margit
- Kodály: Székely fonó - A lány
- Leoncavallo: Bajazzók - Nedda
- Mozart: Così fan tutte - Fiordiligi
- Mozart: Figaro házassága - Susanna
- Mozart: A varázsfuvola - Pamina
- Offenbach: Hoffmann meséi - Antónia
- Puccini: Angelica nővér - Angelica nővér
- Puccini: Bohémélet - Mimi
- Puccini: Gianni Schicchi - Lauretta
- Puccini: Manon Lescaut - Manon
- Puccini: Pillangókisasszony - Cso-cso-szán
- Puccini: Turandot - Liu
- Strauss: A denevér - Rosalinda
- Szokolay: Szávitri
- Verdi: Az álarcosbál - Oscar
- Lehár Ferenc: Luxemburg grófja - Fleury

## Oratóriumok
- Bach: Karácsonyi oratórium
- Brahms: Német Requiem
- Händel: Messiás
- Liszt: Krisztus oratórium
- Mozart: Requiem
- Pergolesi: Stabat Mater
- Rossini: Stabat Mater
- La Petite Messe Solenelle
- Magnificat by Sammartini, Bach, Albinoni
- Vivaldi: Caldara
- Donizetti: Libera me
- Cavalieri: Lamentationes
- Mendelssohn: Duett
- Honegger: Jean d’Arc

## Díjai
- Vaszy Viktor-díj (1991)
- Liszt Ferenc-díj (1999)
- Székely Mihály-emlékplakett (1999)
- Érdemes művész (2006)